# خولیان لوپس
خولیان لوپس (انگلیسی: Julián López؛ زادهٔ ۱۰ نوامبر ۱۹۷۸) بازیگر، مجری تلویزیون، کمدین و موسیقی‌دان اهل اسپانیا است.
از فیلم‌ها یا برنامه‌های تلویزیونی که وی در آن نقش داشته‌است، می‌توان به بگذار زشت‌ها بمیرند، فیلم اسپانیایی، سر در گم، بمب‌هراس و درد و شکوه اشاره کرد.